# Мятликовые (подсемейство)
Настоящие злаки или Мя́тликовые (лат. Pooideae) — подсемейство однодольных растений, к которому относятся такие известные и давно используемые в хозяйстве растения, как пшеница, рожь, овёс, ячмень.

## Описание
К этому подсемейству относятся однолетние и многолетние травы. Листья ланцетные и линейноланцетовидные бесчерешковые. Цветки собраны в неразветвленный колос.

## Классификация
Подсемейство Мятликовые, по данным Germplasm Resources Information Network, подразделяется на трибы:
- Ampelodesmeae
- Brachyelytreae
- Brachypodieae
- Bromeae — Костровые
- Brylkinieae
- Diarrheneae
- Lygeeae
- Meliceae — Перловниковые
- Nardeae — Белоусовые
- Phaenospermateae
- Poeae — Мятликовые
- Stipeae — Ковылевые
- Triticeae — Пшеницевые